# Van Veeteren (filmer)
Van Veeteren-filmerna är en samling filmer baserade på Håkan Nessers rollfigur med samma namn. Romanerna som filmerna bygger på utspelar sig i den fiktiva staden Maardam, som ligger i ett obestämt nordeuropeiskt land som påminner om Nederländerna, Sverige, Tyskland och Polen, mer information om romanerna se Van Veeteren. Den första filmatiseringsserien (2000-2001) gjordes till största delen i södra Sverige, på platser som avsiktligt skulle vara kulturellt neutrala. Man satte särskilda, icke-svenska registreringsskyltar på de bilar som figurerar och använde icke-svenska polisuniformer. Rollfigurernas kläder är också neutrala. Den senare filmatiseringsserien (2005-2006) spelades i huvudsak in på norra Gotland.
I samtliga filmer samt även i miniserierna spelas Van Veeteren av Sven Wollter.

## Filmer/tv-serier med Sven Wollter

### Miniserierna ursprungligen visade/sända påSVT, (2000-2001)
I denna första serieomgång av Van Veeteren var det Claes Ljungmark som spelade Münster. Karaktären Ewa Moreno spelades av Åsa Göransson, Steve Kratz hade rollen som Reinhart (även kallad Renberg), karaktären Rooth spelades av Fredrik Hammar och huvudpersonen van Veeteren spelades av Sven Wollter.
| Titel | Premiär               | Regissör       | Manus      | Baserad på              |
| --- | --------------------- | -------------- | ---------- | ----------------------- |
| "Det grovmaskiga nätet" | 2 januari 2000 på SVT | Martin Asphaug | Ulf Ryberg | Det grovmaskiga nätet   |
| (miniserie i två delar) Jan Miller vaknar en dag upp med en kraftig bakfylla. Hustruns plats bredvid honom är tom och prydligt bäddad. I badrummet gör han en fasansfull upptäckt: hustrun ligger död i det vattenfyllda badkaret. Polisen anländer under befäl av kommissarie Van Veeteren som snabbt kan konstatera att det inte handlar om någon olyckshändelse. Maken Jan Miller tas till förhör men säger att han inte minns någonting. Kommissarie Van Veeteren börjar ana att fallet är betydligt mer komplicerat än han först trott och att den mörka sanningen ligger djupt dold i det förflutna. |                       |                |            |                         |
| "Återkomsten" | 16 mars 2001 på SVT   | Martin Asphaug | Ulf Ryberg | Återkomsten             |
| (miniserie i tre delar) En stilla vårmorgon lämnar en man fängelset efter att ha tillbringat större delen av sitt vuxna liv där. Mannen är dömd för mord, inte en gång utan två. Nu har han avtjänat sitt straff för det senaste mordet och tar bussen hem till det lilla samhället. Men är verkligen allt glömt och förlåtet? Ett år senare hittas ett stympat lik... |                       |                |            |                         |
| "Kvinna med födelsemärke" | 6 april 2001 på SVT   | Martin Asphaug | Ulf Ryberg | Kvinna med födelsemärke |
| (miniserie i tre delar) Fyra namn på en lista. Det enda de har gemensamt är att någon ringer dem mitt i natten och spelar samma stycke musik. Musik från ett förflutet som nu hunnit i kapp dem, i form av en kvinna med ett födelsemärke. Fyra dödsdömda män, redo att strykas från listan en efter en... |                       |                |            |                         |

### Filmerna ursprungligen visade/sända påTV4, (2005-2006)
År 2005 när den andra omgången filmer skulle spelas in byttes alla skådespelarna förutom Sven Wollter ut (Wollter behöll samma roll som i de föregående miniseriera). Thomas Hanzon fick rollen som Münster (en yngre och mer hetlevrad Münster jämfört med den lugna rollfiguren från första filmatiseringen och böckerna), Eva Rexed spelade Ewa Moreno, som Reinhart såg vi Philip Zandén, Josef Säterhagen spelade van Veeterens son Erich van Veeteren och Rooth spelades av Thomas Oredsson. Även en helt ny karaktär skapades i och med denna inspelningsomgång, den nya karaktären som fick namnet Jaan Blauvelt spelades av Björn Bengtsson. Värt att nämna är att karaktären Jaan Blauvelt endast förekommer i denna filmomgång och finns alltså inte med i de tidigare miniserierna eller i någon av böckerna.
| Nr | Nr  | Titel                          | Regissör             | Manus                                               | Premiär          |
| --- | --- | ------------------------------ | -------------------- | --------------------------------------------------- | ---------------- |
| 01 | 101 | "Borkmanns punkt"              | Erik Leijonborg      | Håkan Nesser, Niklas Rockström                      | dvd 14 dec 2005  |
| 02 | 102 | "Münsters fall"                | Rickard Petrelius    | Björn Carlström, Mårten Skogman, Stefan Thunberg    | dvd 14 dec 2005  |
| 03 | 103 | "Carambole"                    | Daniel Lind Lagerlöf | Niklas Rockström                                    | bio 19 aug 2005  |
| Van Veeteren har egentligen pensionerat sig från kriminalpolisen och sysslar med sitt antikvariat. Men vid en smitningsolycka dödas en 14-årig pojke och senare i samband med detta mördas även Van Veeterens son, Erich, och Van Veeteren bestämmer sig för att medverka i utredningen. Denna avslöjar saker om hans son som Van Veeteren inte hade en aning om. |     |                                |                      |                                                     |                  |
| 04 | 104 | "Moreno och tystnaden"         | Erik Leijonborg      | Björn Carlström, Niklas Rockström & Stefan Thunberg | bio 27 jan 2006  |
| En sen kväll ringer en ung kvinna polisens larmcentral. Då hon är mycket upprörd lyckas inte Eva Moreno, som av en slump tar emot samtalet, få veta så mycket mer än hennes namn och att hon hålls fången i en, för henne, okänd byggnad. Samtalet pågår i alla fall tillräckligt länge för att polisen skall lyckas spåra det till en öde lokal i ett industriområde. Men när Moreno och hennes följeslagare hittar tjejen är det för sent. Och efter att både följt hennes dödskamp och funnit hennes kropp, känner Moreno sig personligen engagerad och ber sin chef om få ta hand om detta fall. Då hon redan har mycket att göra, tvingas hon att ta officiell hjälp från rikskriminalens representant Jaan Blauveldt (Björn Bengtsson) och inofficiell från sin före detta chef Van Veeteren (Sven Wollter) som numera är pensionerad. |     |                                |                      |                                                     |                  |
| 05 | 105 | "Svalan, Katten, Rosen, Döden" | Daniel Lind Lagerlöf | Niklas Rockström                                    | dvd 14 juni 2006 |
| En kvinna blir strypt till döds av sin man under deras semester i Grekland. 2 år senare blir Münster kontaktad av en präst som ber honom om hjälp med en misshandlad kvinna. När Münster åker ut till hennes hus upptäcker han att hon är död och har blivit strypt och att mördaren finns kvar i lokalen. Mördaren hinner fly men lämnar efter sig en sällsynt bok på platsen. Boken innehåller en hälsning från den skyldige. Munster och Moreno får hjälp av den pensionerade kommissarie Van Veeteren, numera innehavare av ett antikvariat, och Van Veeteren bedriver egna spaningsuppdrag för att få tag på den skyldige. När flera offer hittas gäller det att finna Maardamsstryparen, innan denne finner nästa offer. |     |                                |                      |                                                     |                  |
| 06 | 106 | "Fallet G"                     | Rickard Petrelius    | Håkan Nesser                                        | dvd 12 juli 2006 |